# Kuželj (Słowenia)
Kuželj – wieś w Słowenii, w gminie Kostel. W 2018 roku liczyła 46 mieszkańców.